# Ягодне (Абайський район)
Я́годне (каз. Ягодное) — село у складі Абайського району Карагандинської області Казахстану. Входить до складу Мічурінського сільського округу.
Населення — 157 осіб (2021; 198 у 2009, 295 у 1999, 262 у 1989).
Національний склад станом на 1989 рік:
- росіяни — 55 %.